# Shotaro Dei
Shotaro Dei (出井 正太郎 Dei Shotaro?), född 8 augusti 1986 i Ehime prefektur, är en japansk före detta fotbollsspelare.
Dei började sin karriär 2009 i Fagiano Okayama. Han avslutade karriären 2010.